# 漸近增益模型

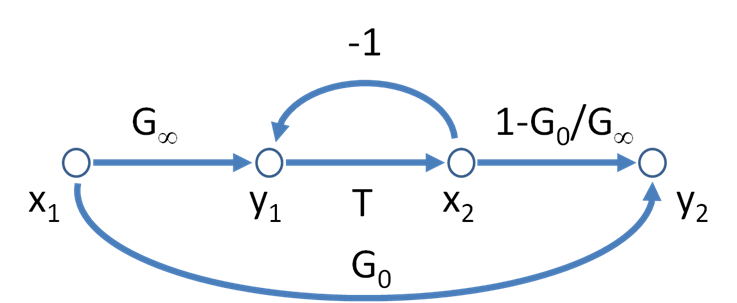
圖2：漸近增益模型的等效信号流图

漸近增益模型（asymptotic gain model），也稱為Rosenstark方法，是由以下漸近增益的關係來表示负反馈放大器的增益：
{\displaystyle G=G_{\infty }\left({\frac {T}{T+1}}\right)+G_{0}\left({\frac {1}{T+1}}\right)\ ,}
其中{\displaystyle T}是輸入源無效時的返回比（在只有單一迴路，且由單輸入模組組成的系統時，等於負的环路增益），G∞是漸近增益，G0是直接傳遞項。此型式的增益可以提供對於電路一些直觀的直覺，而且比直接推導增益要容易計算。

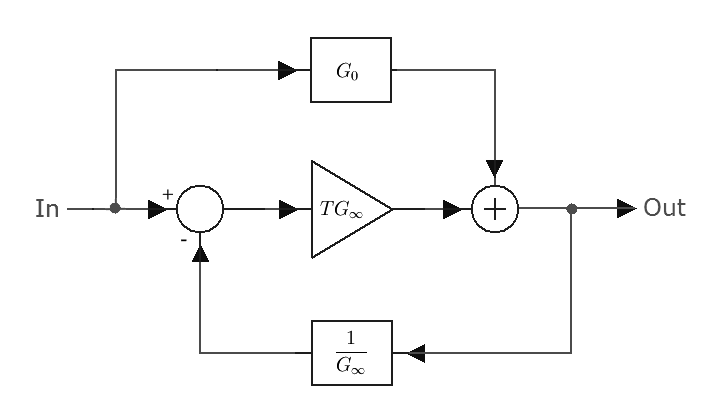
圖1：漸近增益模型的方塊圖

圖1是漸近增益模型的方塊圖。漸近增益的關係也可以用信号流图表示，如圖二。漸近增益模型是外元素定理的特例。

## 名詞定義
漸近增益G∞是返回比趨近無限大時的系統增益：
{\displaystyle G_{\infty }=G\ {\Big |}_{T\rightarrow \infty }\ ,}
而直接傳遞項G0也稱為前饋增益，是返回比為零時的系統增益：
{\displaystyle G_{0}=G\ {\Big |}_{T\rightarrow 0}\ .}

## 優點
- 此模型表示回授放大器的特性，包括負載效應以及放大器電路及回授電路的特質。
- 一般回授放大器的設計是使返回比T遠大於1。此時若假設直接傳遞項G0很小（實際上多半也很小），系統的增益G會近似等於漸近增益G∞。
- 漸近增益多半只是電路中被動元件的乘積，容易觀察出來。
- 此模型不需要先確認回授的拓樸（串聯－串聯型，串聯－分流型等），因為其分析方式是一樣的。

## 實現方式
使用此模型分析，可分為以下步驟：
1. 選擇一個電路中的相依電源（英语：dependent source）。
2. 找此電源的返回比。
3. 將電路中的T趨近無限大，調整電路，找到增益G∞
4. 將電路中的T設定為為0，調整電路，找到增益 G0。
5. 將T, G∞和 G0代入漸近增益的公式中。

上述的步驟可以在SPICE中用小信號模型的手工分析求得。此作法中，已經可以找到設備的相依電源。相反的，若是用實際設備進行實驗，或是用數值產生的模型進行SPICE模擬，無法求得設備的相依電源，就需要透過其他方式來計算返回比。

## 和經典控制理論的關係
和經典回授控制理論中不考慮前饋項的影響（G0），若省略前饋項，漸近增益模型的增益為
{\displaystyle G=G_{\infty }{\frac {T}{1+T}}={\frac {G_{\infty }T}{1+{\frac {1}{G_{\infty }}}G_{\infty }T}}\ ,}
在經典控制理論中，若開迴路增益用A來表示，則有回授時的增益（閉迴路增益）為：
{\displaystyle A_{\mathrm {FB} }={\frac {A}{1+{\beta }_{\mathrm {FB} }A}}\ .}
比較上述兩式，可以計算回授因素 βFB：
{\displaystyle \beta _{\mathrm {FB} }={\frac {1}{G_{\infty }}}\ ,}
而開迴路增益為：
解析失败 (SVG（MathML可通过浏览器插件启用）：从服务器“http://localhost:6011/zh.wikipedia.org/v1/”返回无效的响应（“Math extension cannot connect to Restbase.”）：): {\displaystyle  A = G_{\infin} \ T \ . }

若其準確度足夠，上式公式是另外一個計算T的方式：計算開迴路增益以及G∞，用此式來計算T。一般這兩項會比T容易計算。

## 外部連結
- Lecture notes on the asymptotic gain model （页面存档备份，存于）